# Мустафина, Фатима Хамидовна
Фатима Хамидовна Мустафина (баш. Мостафина Фатима Хәмит ҡыҙы; 26 декабря 1913, г. Дингезбаево, Имелеевская волость, Пугачевский уезд, Самарская губерния (ныне Большечерниговский район Самарской области) Российская империя — 2 ноября 1998, г. Уфа) — советский педагог, партийный и государственный деятель, кандидат философских наук, заслуженный учитель школы РСФСР, Первый секретарь Башкирского обкома ВЛКСМ (1936—1944), заведующая отделом науки и учебных заведений Башкирского обкома КПСС (1951—1955), министр просвещения БАССР (1955—1971).

## Биография
Фатима Хамитовна Мустафина родилась 26 декабря 1913 года в деревне Дингизбай Пугачевского уезда Самарской губернии (ныне — Большечерниговский район Самарской области РФ). Её детство пришлись на Голод в Поволжье 1921—1922. Отец Фатимы Хамид приложил все усилия, чтобы спасти семью от смерти. Хамид Мустафин решил увести семью на юг в Ташкент. Но на пути в поезде он заразился тифом и вскоре умер, так и не доехав до места. Мать Фатимы Газиза, чтоб спасти детей — Фатиму и Анвара устроила их в детдом. Через несколько лет она вместе с детьми вернулась в Башкирию, в Уфу. Здесь ей и её детям помогли обустроиться Давлетшины, Хадия и Губай, которые были их земляками и устроили Фатиму и Анвара учиться в республиканскую башкирскую среднюю школу с интернатом имени В. И. Ленина.
В 1930 году Фатима Мустафина поступила в Башкирский педагогический институт имени К. А. Тимирязева, (ныне Уфимский университет науки и технологий), после окончания которого работала в системе ВЛКСМ. В 1941 году Фатима Мустафина вступила в ряды КПСС. В 1947 году Фатима Хамидовна поступила в аспирантуру Академии общественных наук при ЦК ВКП(б) и в 1950 году стала кандидатом философских наук. В 1951 году она вернулась в Уфу и приступила к работе в обкоме в должности заведующего отделом науки и вузов. В июне 1953 году была переведена на должность заведующей отделом школ.
В феврале 1955 года указом Президиума Верховного Совета Башкирской АССР Мустафина Фатима Хамидовна была назначена министром просвещения республики. На должности министра она провела немало важных реформ в области образования. В частности, из-за острой нехватки кадров во многих школах началось строительство и открытие педагогических училищ в Уфе, Салавате, Сибае, Кумертау и др. В столице БАССР в 1967 году вновь открылся Башкирский филиал АН СССР и построен новый Башкирский государственный педагогический институт (вместо БГПИ им. Тимирязева, преобразованного в БГУ, ныне Уфимский университет науки и технологий).
.
За 16 лет работы в должности министра просвещения Фатима Мустафина была проводником школьных реформ 60—70-х годов в республике. За многолетний труд на благо республики Фатиму Хамидовну удостоили множеством наград, в том числе Орденом Ленина, двумя орденами Трудового Красного Знамени.

## Память
- Башкирская гимназия № 20 города Уфы носит имя Фатимы Мустафиной.